# Gemeinsame Normdatei
Gemeinsame Normdatei (GND, dansk betydning: fælles normkartotek; engelsk: Integrated Authority File, Universal Authority File) er et autoritetsdata register, som drives og vedligeholdes i et samarbejde af Deutsche Nationalbibliothek (DNB) med alle de tyske biblioteksforeninger, Österreichischer Bibliothekenverbund (obv) og Schweizerische Nationalbibliothek. 
GND erstatter fra 19. april 2012 de tidligere Personennamendatei (PND), Schlagwortnormdatei (SWD), Gemeinsame Körperschaftsdatei (GKD) og Deutsches Musikarchiv (DMA-EST-Datei) og omfatter dermed personer, bedrifter, arrangementer, geografiske data og begreber.
Gennem projektet Virtual International Authority File (VIAF) er GND knyttet sammen med andre nationale autoritetsdata via konkordansfiler(norsk - dansk?).

## Anvendt litteratur
- Eva-Maria Gulder: Die Gemeinsame Normdatei (GND). Bayerische Staatsbibliothek München (Normdatenredaktion), september 2011. (pdf-fil Arkiveret 15. januar 2013 hos  Wayback Machine)